# Борзих Василь Лаврентійович
Василь Лаврентійович Борзих (нар. 29 січня 1912, село Нижньомар'їно Коротоякського повіту Воронезької губернії, тепер Ліскинського району Воронезької області, Російська Федерація — 1995, місто Красний Луч Луганської області) — український радянський діяч, шахтар, начальник дільниці № 1 шахти № 5-7 тресту «Краснолучвугілля» Луганської області. Герой Соціалістичної Праці (26.04.1957). Депутат Верховної Ради УРСР 4—5-го скликань.

## Біографія
Народився у селянській родині. Закінчив три класи сільської школи. Через важкий матеріальний стан припинив навчання й почав працювати у сільському господарстві. Потім поїхав працювати в Донбас. З 1929 року працював лампоносом шахти № 23 «Ремовська» Чистяковського рудоуправління. Згодом перейшов працювати помічником машиніста на шахту № 7-8, був бригадиром посадчиків шахти.
З 1941 року служив у Червоній армії. Учасник німецько-радянської війни. Служив рядовим бійцем танкового десанту, вартовим і збройним майстром артилерійського ДОПу 263-ї стрілецької дивізії. Тричі був поранений. Член ВКП(б).
Після демобілізації працював прохідником на шахті № 5 «Дніпротоп». У 1948 році першим освоїв радянську породонавантажувальну машину. З допомогою породонавантажувальної машини УМП бригада Борзих пройшла 164 погонних метра корінного штреку, що дало змогу за місяць виконати завдання більш як на 300%. За впровадження у виробництво гірської техніки і встановлення всесоюзного рекорду проходження гірничих виробок Василь Лаврентійович Борзих був нагороджений орденом Трудового Червоного Прапора.
З 1952 року довгий час працював начальником дільниці № 1 шахти № 5-7 («Хрустальська») тресту «Краснолучвугілля» Іванівського району (потім — міста Вахрушеве) Луганської області.
Потім — на пенсії у місті Красний Луч Луганської області. Помер у серпні 1995 року.

## Нагороди
- Герой Соціалістичної Праці (26.04.1957)
- орден Леніна (26.04.1957)
- орден Жовтневої Революції (1971)
- орден Трудового Червоного Прапора (1949)
- орден Вітчизняної війни 2-го ступеня (6.04.1985)
- медаль «За бойові заслуги» (22.04.1944)
- дві медалі «За відвагу» (17.04.1945, 22.05.1945)
- медаль «За взяття Кенігсберга»
- дві медалі «За трудову доблесть»
- медаль «За відбудову вугільних шахт Донбасу»
- знак «Почесний шахтар»
- знак «Шахтарська слава» II ступеня (1963)